# Agenzia della Casa Imperiale
L'Agenzia della Casa Imperiale (宮内庁 kunai-cho), in inglese Imperial Household Agency, è un'agenzia del governo giapponese responsabile delle questioni relative allo stato della famiglia imperiale e custode del sigillo privato e del sigillo dello Stato del Giappone. Da tutto l'VIII secolo fino alla seconda guerra mondiale, fu chiamato Ministero della casa imperiale (宮内省 kunai-Sho).
Questa istituzione è unica tra le agenzie governative convenzionali e i ministeri, in quanto non riferisce direttamente al Primo ministro a livello di gabinetto, né è influenzato dalla legislazione; ciò la rende un istituto amministrativo indipendente.

## Organizzazione e funzioni
L'Agenzia è diretta dal Grande intendente che è assistito dal suo vice. I principali elementi dell'organizzazione sono:
- la segreteria del Grande intendente;
- il Consiglio dei ciambellani;
- la famiglia del principe ereditario;
- il Consiglio delle cerimonie;
- il dipartimento dell'archivio e dei mausolei;
- il dipartimento della manutenzione delle opere;
- l'ufficio di Kyoto.[1]

L'attuale grande intendente è Noriyuki Kazaoka, già ministro delle costruzioni.
La sede dell'agenzia si trova nei terreni del Palazzo imperiale di Tokyo. I compiti e le responsabilità dell'Agenzia comprendono le attività quotidiane, come visite di stato, organizzazione di eventi, conservazione della cultura tradizionale, funzioni amministrative, ecc. L'agenzia è anche responsabile delle varie residenze imperiali sparse in tutto il paese. I turisti che desiderano visitare il Palazzo imperiale di Tokyo, il Palazzo imperiale di Kyōto, la villa imperiale di Katsura e gli altri siti, devono registrarsi con l'agenzia precedentemente.
L'Agenzia ha la responsabilità degli accordi circa la salute, la sicurezza, i viaggi e il mantenimento della famiglia imperiale. Il Consiglio dei ciambellani, guidato dal Gran ciambellano, gestisce la vita quotidiana dell'imperatore e dell'imperatrice. Inoltre, custodisce il sigillo della Corona e il sigillo dello Stato del Giappone. Il "Gran Maestro della famiglia del principe ereditario" si occupa di gestire gli orari, i menu di ristoro e la manutenzione della casa del principe ereditario e della sua famiglia.

## Storia

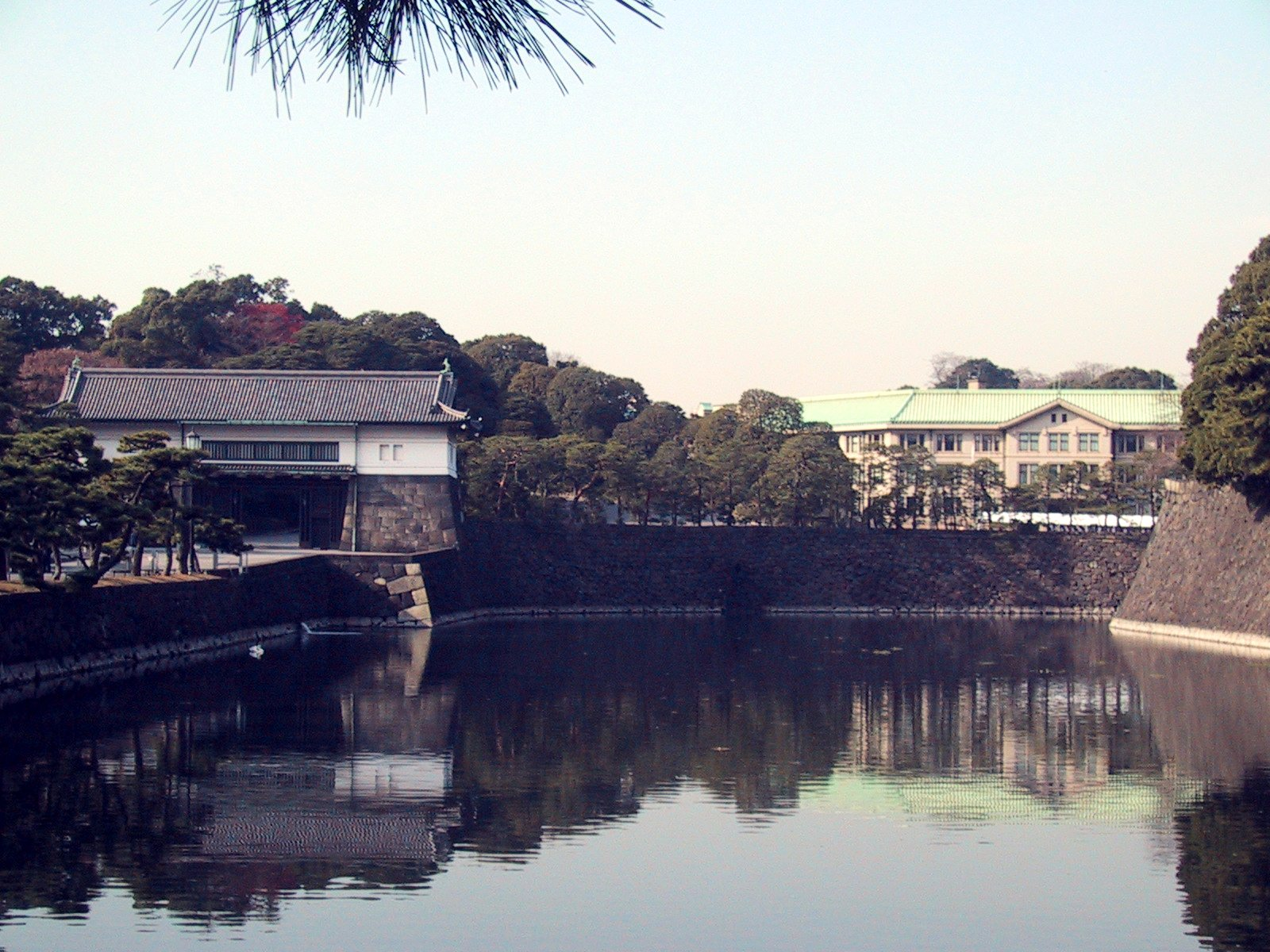
La sede dell'Agenzia è localizzata vicino alla porte Sakashita del palazzo.

Si far risalire l'origine dell'Agenzia della imperiale alle istituzioni stabiliti dal codice Taihō (大宝律令 Taihō Ritsuryō), promulgato nel 701-702. Il sistema Ritsuryō istituì il Ministero della Casa Imperiale (宮内省 kunai shō), un precursore dell'organo attuale. Il vecchio codice diede anche origine al Ministero del cerimoniale (式部省 Shikibu shō), che ha la sua eredità nel Consiglio delle cerimonie (式部職 Shikibu shoku) nell'attuale agenzia, e il Ministero dell'amministrazione civile (治部省 Shikibu shō), che curava l'ufficio della musica (雅楽寮 Uta Ryo), che corrisponde al reparto musicale dell'Agenzia (楽部 gakubu). Le strutture di base sono rimaste in vigore fino al rinnovamento Meiji.

### Periodo Meiji
Il governo di Meiji, il 15 agosto 1869, creò ufficialmente il Ministero della Casa Imperiale (宮内省 kunai shō). Tuttavia, vi è una storia complicata nella riorganizzazione, formazione e attribuzione di ruoli degli organi di governo che corrispondono alle suddivisioni costitutive dell'Agenzia attuale.
Il Dipartimento degli affari Shinto (神祇官 Jingi kan) e il Ministero degli Affari Shinto (神祇省 Jingi shō) (1871 - 1872) esistettero brevemente e furono messi a capo, tra gli altri, dei mausolei imperiali, tramite l'Ufficio dei mausolei imperiali (諸陵寮).
Nel frattempo, nel 1871, il governo Meiji creò il Consiglio delle cerimonie (式部局 Shikibu-kyoku). L'anno successivo, fu però presto ribattezzato in Ufficio delle cerimonie (式部寮 Shikibu-Ryo). Nello stesso anno fu abolito il Ministero degli Affari Shinto: la maggior parte delle funzioni furono delegate al Dipartimento della religione e dell'educazione (教部省 Kyōbu sho), mentre l'amministrazione delle funzioni cerimoniali formali vennero trasferite al già citato Consiglio/Ufficio di presidenza delle cerimonie.
L'Ufficio di presidenza delle cerimonie fu inizialmente sotto il dominio del Gran Consiglio di Stato (太政官 Dajo kan), ma, nel settembre del 1877, venne trasferito al Ministero della casa imperiale. L'Ufficio subì l'ennesimo cambio di nome in Consiglio delle cerimonie (式部職 Shikibu-shoku) nell'ottobre del 1884. Da allora, il nome è rimasto invariato ed oggi è guidato dal maestro delle cerimonie.
Un Ordine Imperiale del 1908 confermò che il ministro della casa imperiale, con il funzionario capo come allora si chiamava, era incaricato di assistere l'imperatore in tutte le questioni riguardanti la sua casata.
Il ministero ha curato anche gli appuntamenti ufficiali e il lavoro dei membri della casata.

### Ufficio della Casa Imperiale, 1947 - 1949
L'Ufficio della Casa Imperiale (宮内府 kunai fu) fu una versione declassata del ministero, creato ai sensi della legge nº 70 del 1947, durante l'occupazione americana del Giappone. Il suo personale fu ridimensionato da 6200 elementi a meno di 1500 e fu posto sotto il controllo del Primo ministro.

### Agenzia della Casa Imperiale, dal 1949
Nel 1949, l'Ufficio della Casa Imperiale divenne l'Agenzia della Casa Imperiale, e venne posta sotto il controllo della Presidenza del Consiglio dei ministri appena creato (総理府 Sōrifu), come agenzia esterna collegato ad esso.
Nel 2001, questo ente venne riorganizzato e posto sotto l'Ufficio di gabinetto (内閣府 Naikakufu).

## Critica
L'Agenzia è stata accusata di isolare i membri della famiglia imperiale da parte del pubblico giapponese e di insistere sui costumi di riservatezza piuttosto che permettere una più accessibile monarchia popolare. Queste critiche si sono diradate negli ultimi anni, l'imperatore Akihito ha fatto molto per rendere la monarchia giapponese meno distaccata.
Il principe ereditario Naruhito, nel maggio del 2004, ha criticato l'allora Grande intendente della Casa Imperiale, Toshio Yuasa, per aver messo sotto pressione la principessa Masako, sua moglie, per avere un figlio maschio. In una conferenza stampa, Naruhito ha detto che sua moglie aveva "completamente esaurito se stessa", cercando di adattarsi alla vita della famiglia imperiale e ha aggiunto che "ci sono stati sviluppi che negavano la carriera di Masako (fino al nostro matrimonio), così come la sua personalità." È stato ufficialmente dichiarato che Masako è affetta da un "disturbo di adattamento", ma vi è stata una estesa speculazione sulla stampa che lei soffriva di depressione clinica a seguito del trattamento da parte dei funzionari imperiali.
Sempre più spesso negli ultimi anni, la ricerca archeologica dell'Agenzia per quanto riguarda un gran numero (più di 740) di tombe del periodo Kofun arbitrariamente designate come "imperiali" sono oggetto di critiche da parte del mondo accademico. Tale ricerca, in particolare sulle antiche tombe nella regione del Kansai, nel Giappone occidentale, ha il potenziale di dare un grande numero di informazioni sulle origini della civiltà giapponese. La possibilità che tali ritrovamenti possano verificare le teorie di possibili legami con le culture contemporanee in Cina e nella penisola coreana, con un'influenza commisurata sul pensiero sulle origini della famiglia imperiale in sé, sono generalmente considerati la causa della gelosia con la quale l'agenzia custodisce la sua autorità su queste tombe (molte delle quali probabilmente sono imperiali solo di nome) e impedisce la ricerca scientifica in questi siti.

## Grandi intendenti
L'Agenzia della Casa Imperiale è diretta dal Grande intendente, la cui nomina e il licenziamento, sono soggetti all'approvazione dell'Imperatore (articolo 8-2).
Il Grande intendente è investito di un controllo completo sulle attività amministrative all'interno dell'agenzia e dell'autorità di vigilanza sulla prestazione di servizio del personale. Egli ha il potere di interagire con il Primo ministro sulle tematiche relative alle mansioni autorizzate dell'Agenzia, sia richiedendo l'emissione di ordinanze dell'ufficio di gabinetto o la notifica su questioni pertinenti. Ha l'autorizzazione a tramandare ordini o direttive ai membri del personale degli organi di governo sotto il diretto controllo dell'agenzia e può anche chiedere che il Commissario generale della Agenzia Nazionale di Polizia adotti misure appropriate per quanto riguarda le funzioni amministrative che coinvolgono i civili della Guardia imperiale giapponese (皇宮警察 kogu keisatsu).
Quella di Grande intendente è una posizione abitualmente occupata da ex ministri o da una persona con un notevole curriculum.

## Cronotassi dei grandi intendenti dell'Ufficio della Casa Imperiale
- Matsudaira Yoshitami (3 maggio 1947 - 5 giugno 1948), già ministro della casa imperiale
- Tajima Michiji (5 giugno 1948 - 31 maggio 1949), civile

## Cronotassi dei grandi intendenti dell'Agenzia della Casa Imperiale
- Tajima Michiji (1º giugno 1949 - 16 dicembre 1953), civile
- Takeshi Usami (16 dicembre 1953 - 26 maggio 1978), ministro dell'interno
- Tomohiko Tomita (26 maggio 1978 - 14 giugno 1988), dell'agenzia nazionale di polizia
- Shōichi Fujimori (14 giugno 1988 - 19 gennaio 1996), ministro del welfare
- Sadame Kamakura (19 gennaio 1996 - 2 aprile 2001), dell'agenzia nazionale di polizia
- Toshio Yuasa (2 aprile 2001 - 1º aprile 2005), già ministro degli affari interni
- Shingo Haketa (1º aprile 2005 - 1º giugno 2012), già ministro della salute
- Noriyuki Kazaoka (1º giugno 2012 - 26 settembre 2016), già ministro delle costruzioni
- Shinichirō Yamamoto, dal 26 settembre 2016, già ministro degli affari interni